# الطريق إلى جماعة المسلمين (كتاب)
كتاب الطريق إلى جماعة المسلمين، هو كتاب ناتج عن بحث علمي للباحث حسين بن محسن بن علي جابر، فالكتاب -في الأصل- هو رسالة ماجستير من الجامعة الإسلامية بالمدينة المنورة شُعبة "السُنة المشرفة"، نال بها المؤلف درجة الماجستير بامتياز. نشرت مؤسسة دار الوفاء في مصر الرسالة في صورة كتاب.

## نبذة عن الكتاب
يتناول المؤلف في الكتاب مفهوم "جماعة المسلمين"، ويبين أهميتها، ويتحدث عن هيكلها، والطريق إليها، وعن طبيعة هذا الطريق. وقد تعرَّض لأهم الجماعات الإسلامية العاملة لإعادة جماعة المسلمين من جديد إلى حياة الأمة الإسلامية، في عرض وضّضح فيه غاية ووسيلة كل جماعة.
هذا الكتاب في الأصل رسالة علمية نال عنها صاحبها درجة الماجستير بتقدير امتباز مع مرتبه الشرف من الجامعة الإسلامية بالمدينة المنورة شعبة السنة المشرفة وقد أشرف عليها الأستاذ الدكتور محمود أحمد ميرة. وقد توفي الباحث بعدها بمدة وجيزة وهو في ريعان شبابه. قدّضم للبحث المستشار الدكتور علي محمد جريشة في 28 نوفمبر 1988م الموافق 19 ربيع الثاني 1409 هـ.

## محتوي الكتاب
يبدأ الكتاب بالمقدمة، وفيها بيَّن هدف البحث وأن الحكم لله في كل شيء وأن الإنسان أداة تنفيذ ذلك الحكم وأن أي تطاول من الإنسان علي هذه الصفة الإلهية هو تعدٍ علي الله، ثم ذَكَر حوافز اختياره لهذا الموضوع وعمله فيه والصعاب التي واجهاته من خلال ذلك العمل. يلي ذلك التمهيد وفيه عرَّف "جماعة المسلمين"، وبيَّن أهميتها في الإسلام، وأدلة عدم وجود تلك الجماعة اليوم في حياة الأمة الإسلامية. ثم تحدث في الباب الأول عن هيكل جماعة المسلمين، وأنها تتكون من قاعدة وهي الأمة ومن ركنين هما: الشوري والخليفة الأعظم، ثم أهم غايات ووسائل جماعة المسلمين المنتظرة. أما الباب الثاني فقد ذكر فيه الطريق الي جماعة المسلمين، بسرد معالم من سيرة الرسول (صلي الله عليه وسلم)، عندما أسس دولته ثم طبيعة هذا الطريق. وخصص الباب الثالث لأهم الجماعات الإسلامية العاملة لإعادة جماعة المسلمين من جديد الي حياة الأمة الإسلامية. ثم ختم الرسالة بملخص عام لأهم ما توصل إليه في بحثه هذا.
واحتوى الكتاب على عدة وثائق ذكرها في صورة ملاحق، منها وثيقة بعنوان "ضرب الدعوة الإسلامية في مصر"، وأخرى عن "التقرير المعدّ لتصفية الاتجاه الديني في مصر والعالم الإسلامي"، ثم التقرير الذي رفعه إلى إدارته كبير المخابرات الأمريكية.

## نقد الكتاب
انتقد البعض هذا الكتاب واعتبره تمجيدًا لجماعة الإخوان المسلمين، حتى بلغ النقد مداه باتهام الكتاب بتكفير المجتمع. في حين عدّه البعض من أهم الكتب عن جماعة الإخوان.